# NGC 4487
NGC 4487 ist eine Spiralgalaxie vom Hubble-Typ SAB(rs)cd im Sternbild Jungfrau am Nordsternhimmel, die schätzungsweise 41 Millionen Lichtjahre von der Milchstraße entfernt ist.
Die Galaxie wurde am 23. März 1789 von dem deutsch-britischen Astronomen William Herschel mithilfe seines 18,7 Zoll-Spiegelteleskops entdeckt.

## NGC 4487-Gruppe (LGG 293)
| Galaxie   | Alternativname | Entfernung/Mio. Lj |
| --------- | -------------- | ------------------ |
| NGC 4504  | PGC 41555      | 39                 |
| NGC 4487  | PGC 41399      | 41                 |
| NGC 4597  | PGC 42429      | 42                 |
| PGC 41965 | MCG -1-32-28   | 39                 |